# Bobby Evans
Robert "Bobby" Evans (Glasgow, 16 de julho de 1927 - 1 de setembro e 2001) foi um futebolista e treinador escocês que atuava como defensor.

## Carreira
Bobby Evans fez parte do elenco da Seleção Escocesa de Futebol, na Copa do Mundo de 1954 e 1958.[carece de fontes?]